# Julius Jia Zhiguo
Julius Jia Zhiguo, 賈志國主教, (* 1935) ist chinesischer römisch-katholischer Untergrund-Bischof des Bistums Zhengding in der Provinz Hebei.

## Leben
Julius Jia Zhiguo empfing 1980 die Bischofsweihe. Er wurde seit 1951 bereits von der chinesischen Regierung mehrfach verhaftet, interniert oder unter Hausarrest gestellt. Er lebte seit fast 20 Jahren in Gefängnissen, seit Dezember 2007 lebte er unter Hausarrest. Am 24. August 2008, dem letzten Tag der Olympischen Sommerspiele 2008 in Peking, wurde er von sechs Regierungsvertretern beim Sonntagsgottesdienst in der Kathedrale von Wuquiu, 270 km südlich von Peking entfernt, ohne Angabe von Gründen verhaftet und am 19. September 2008 wieder freigelassen. Am 31. März 2009 wurde Jia Zhiguo erneut verhaftet und an einem unbekannten Ort interniert und am 14. Juli 2010 erst wieder freigelassen.

## Wirken
Er unterhält an seinem Bischofssitz ein Waisenhaus mit circa 100 behinderten Waisenkindern.